# Dyselpistis symmathetica
Dyselpistis symmathetica är en fjärilsart som beskrevs av Edward Meyrick 1938. Dyselpistis symmathetica ingår i släktet Dyselpistis och familjen säckspinnare. Inga underarter finns listade i Catalogue of Life.